# خانه ایالت ماساچوست

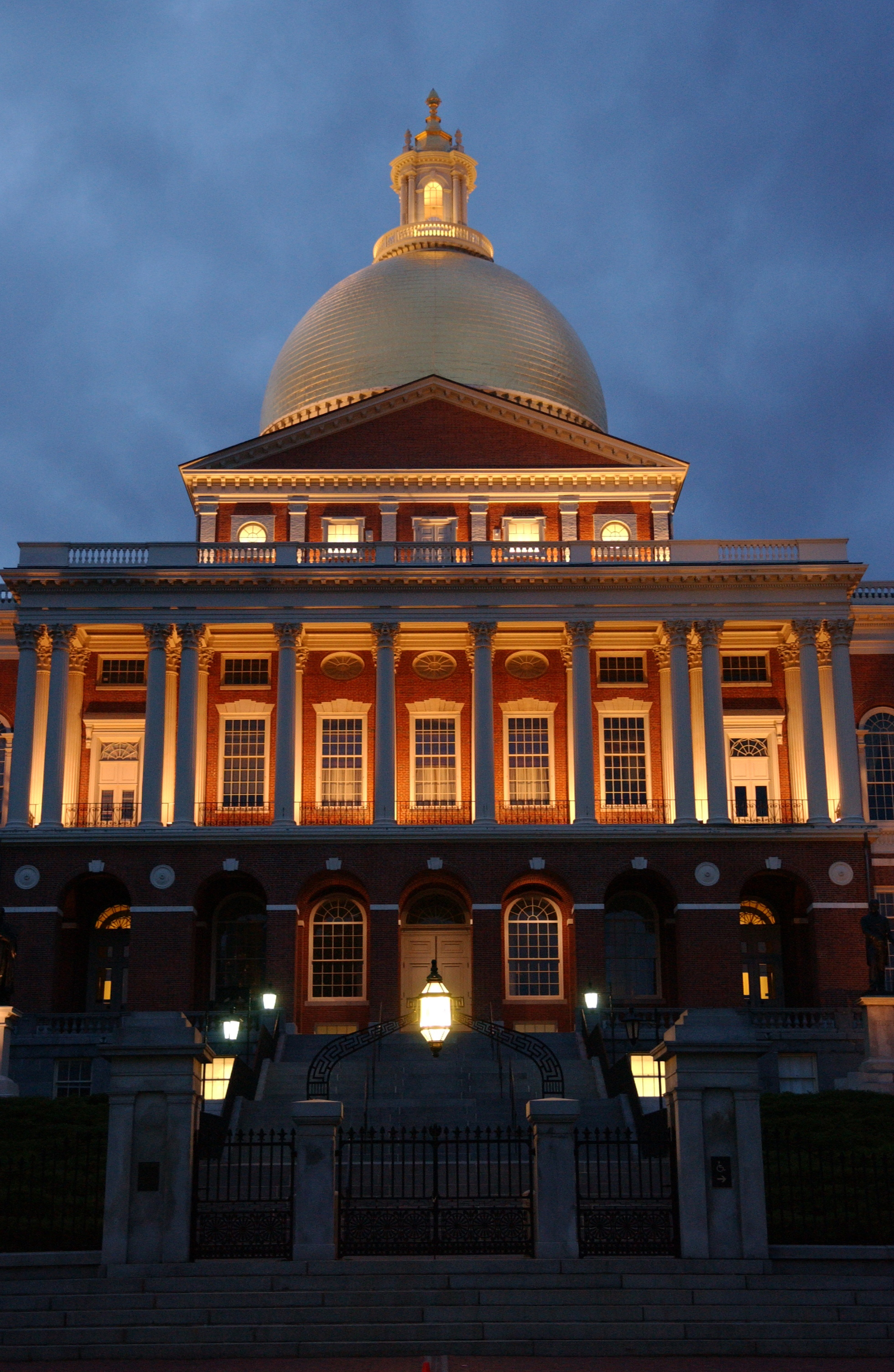

خانه ایالت ماساچوست (Massachusetts State House) بنایی است که شاخه مقننه دولت ایالت ماساچوست در آن قرار دارد.
بنای کنونی در سال ۱۷۹۸ با معماری چارلز بولفینچ ساخته گردید و در بوستون قرار دارد.
این بنا خانه مجلس نمایندگان و سنای ایالت است.

## نگارخانه

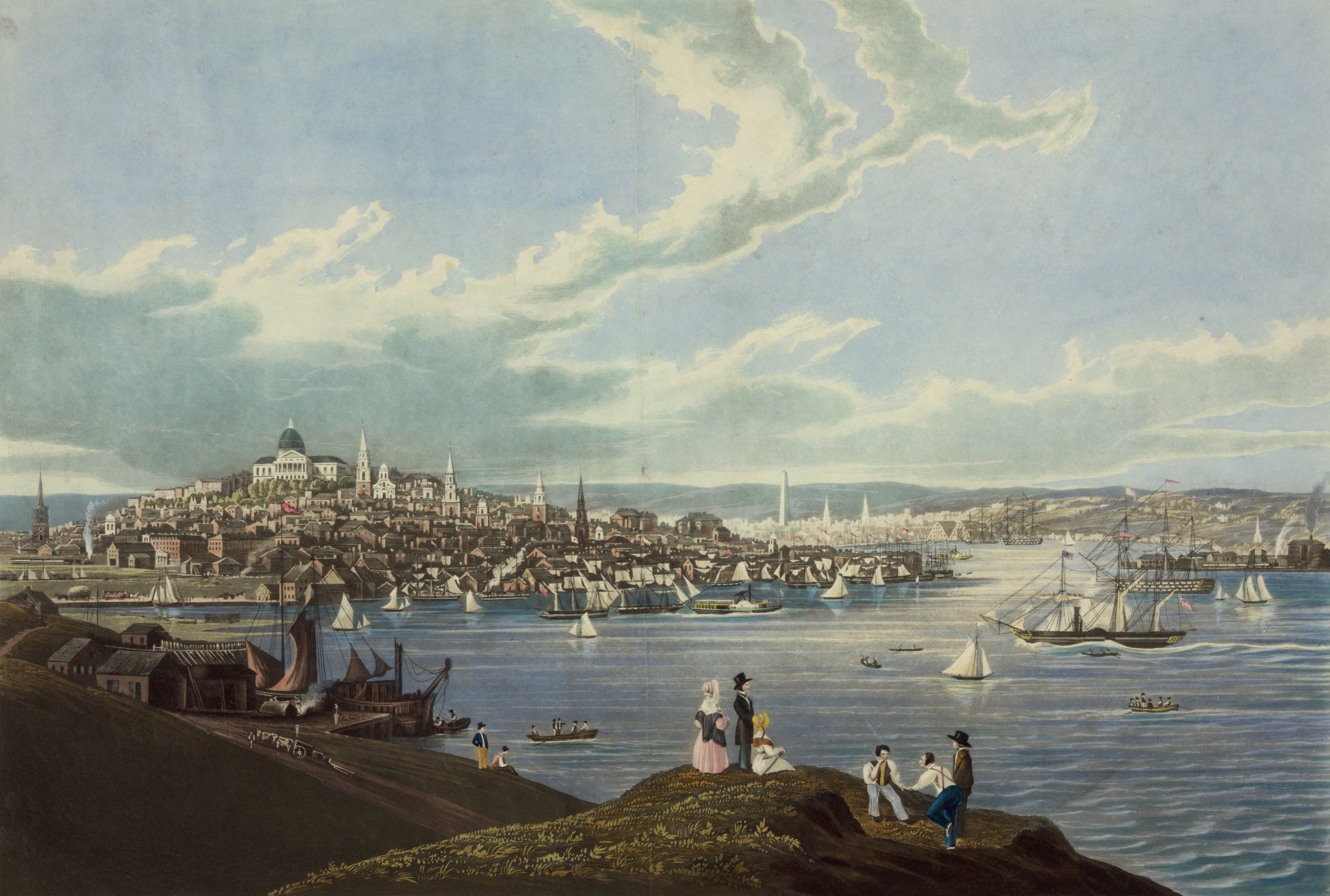
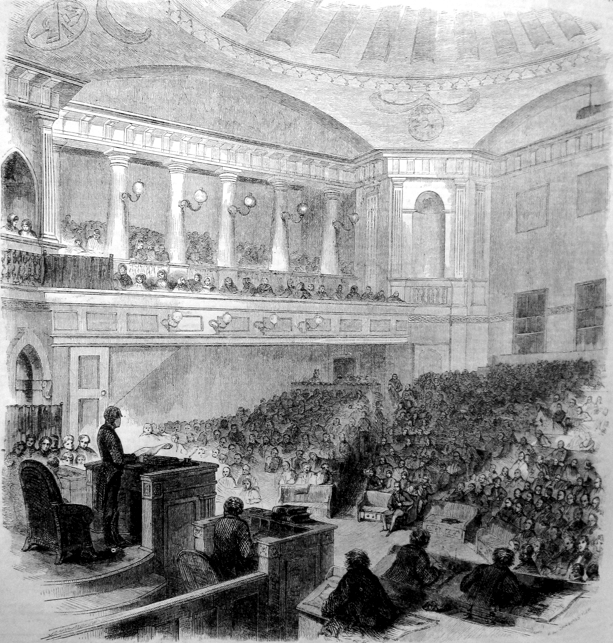
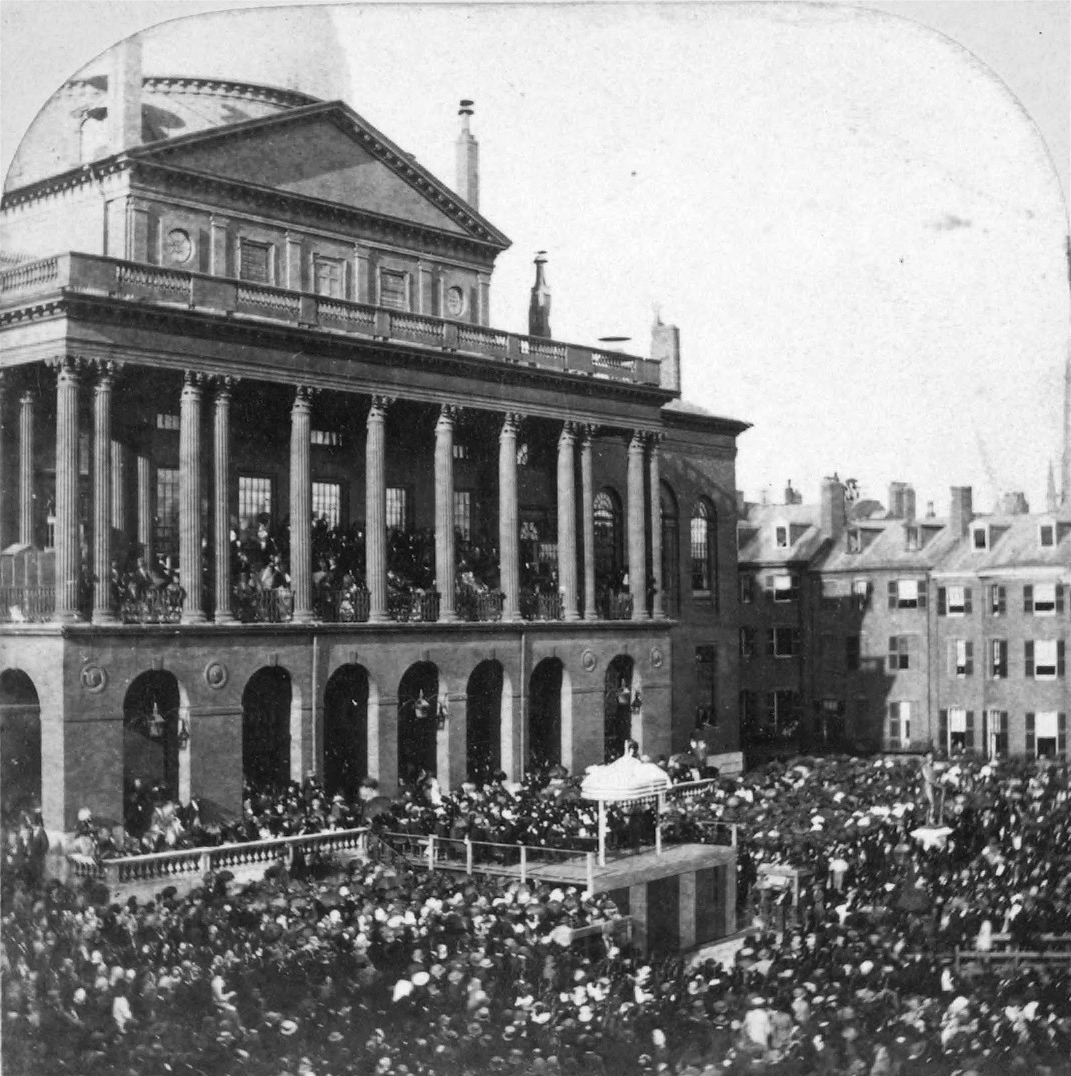
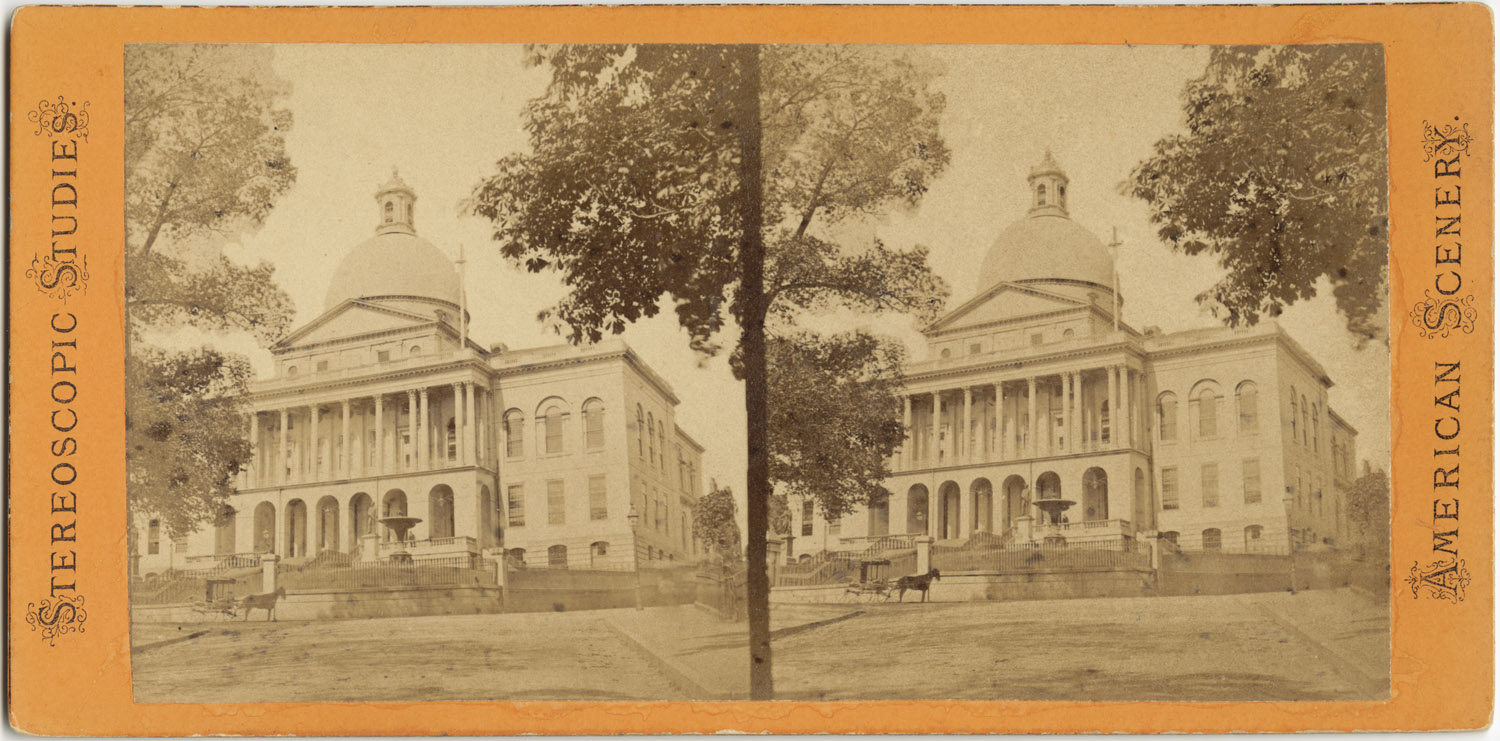
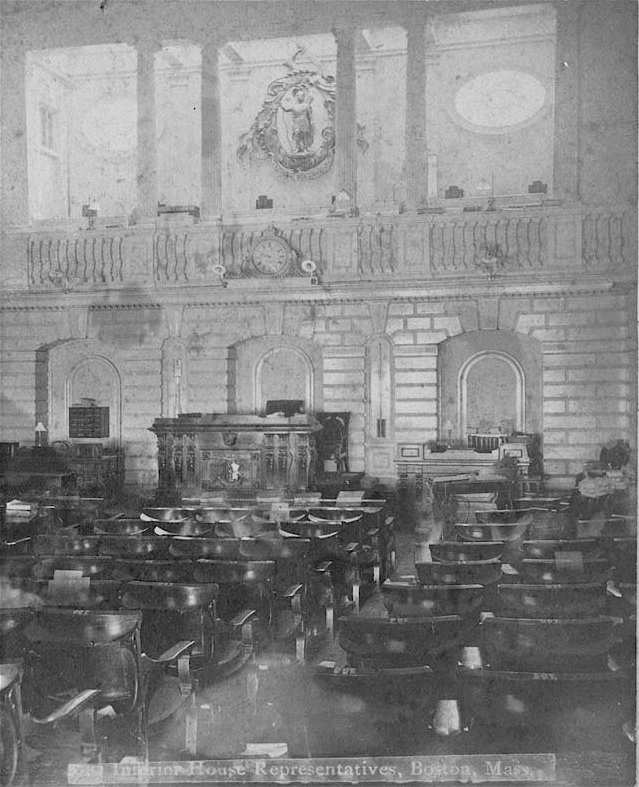
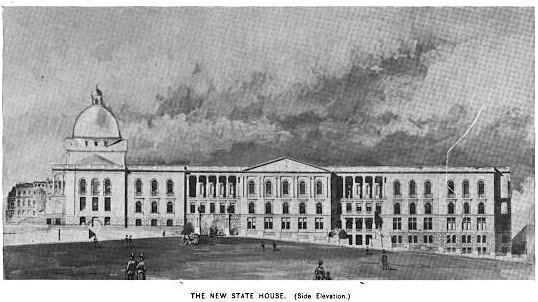
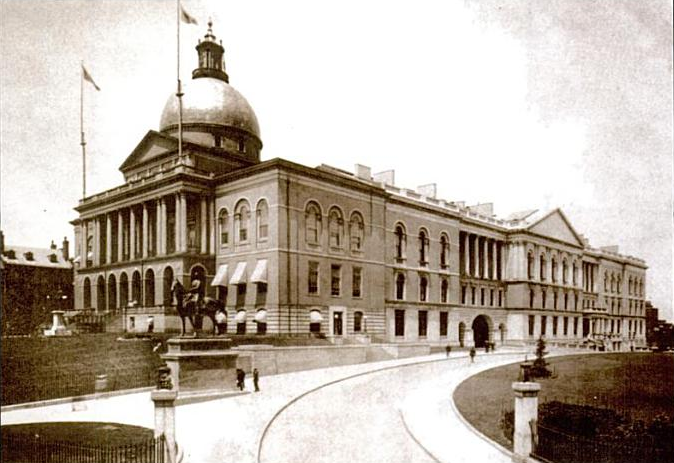
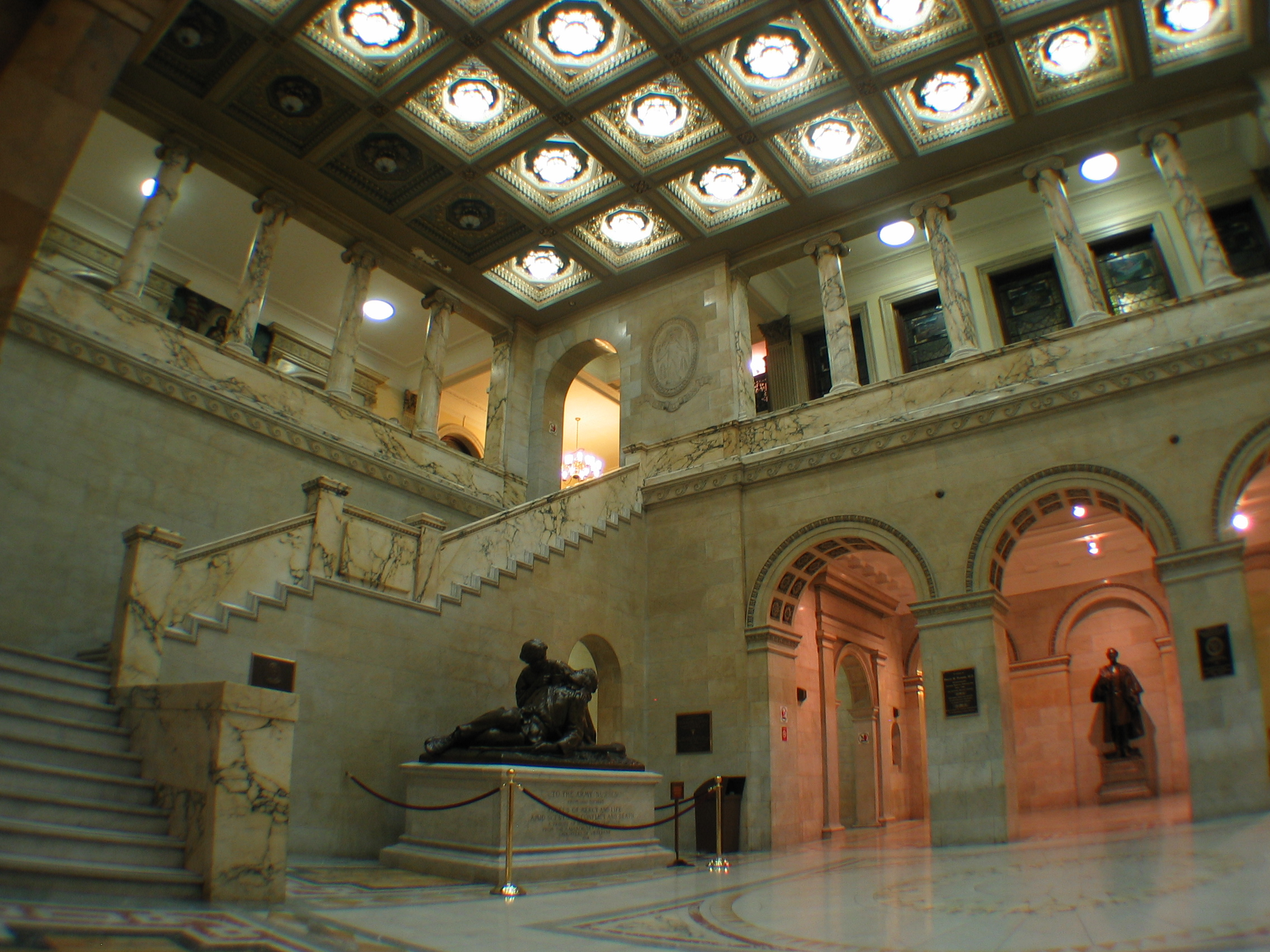